# راه‌آهن چابهار–زاهدان
راه‌آهن چابهار–زاهدان یک خط راه‌آهن در دست ساخت در استان سیستان و بلوچستان ایران است.

## موقعیت
این خط ریلی برای اتصال بندر چابهار در ساحل اقیانوس هند به شبکه ریلی ایران از طریق زاهدان است و طبق برنامه‌های اولیه قرار بود از سال ۲۰۲۱ به بهره‌برداری برسد. چابهار بندر تنها بندر اقیانوسی ایران است که بدون نیاز به عبور از تنگه هرمز دسترسی مستقیم به اقیانوس هند دارد، بنابراین این خط راه‌آهن برای ایران دارای اهمیت نظامی استراتژیک است. این مسیر برای هند نیز امکان ترابرد باری برای دستیابی به اتصال آبی/زمینی به روسیه و آسیای مرکزی را با دور زدن پاکستان فراهم می‌سازد.

## پیشینه
نخستین ریل‌گذاری این مسیر در نوامبر ۲۰۲۰ انجام شد. راه‌اندازی کامل این برای سال ۲۰۲۴ برنامه‌ریزی شده بود که در پایان این سال به بهره‌برداری نرسید.

## جزئیات فنی
این خط به طول ۷۵۰ کیلومتر و در یک مسیر با عرض ریل استاندارد رایج در ایران ساخته خواهد شد. بیشینه شیب مسیر ۱۵ درصد و بیشینه شعاع منحنی ۱۰۰۰ متر خواهد بود. این خط برای حداکثر سرعت مجاز ۱۲۰ کیلومتر در ساعت برای قطارهای مسافربری و ۹۰ کیلومتر در ساعت برای قطارهای باری طراحی شده است. قرار است در سال نخست بهره‌برداری ۱٫۳ میلیون تن کالا حمل شود و تا ۲۰ سال آینده به ۳۵ میلیون تن افزایش یابد.

## طرح‌های توسعه
راه‌آهن چابهار–زاهدان قرار است بعداً از زاهدان در حدود ۸۰۰ کیلومتر به‌سمت شمال تا مشهد و سرخس در مرز ترکمنستان گسترش یابد. این طرح یک اتصال شمال به جنوب در امتداد مرز شرقی ایران ایجاد می‌کند و به کشورهای محصور در خشکی آسیای مرکزی کوتاه‌ترین مسیر دسترسی را به یک بندر دریایی می‌دهد. همچنین قرار است شاخه‌ای از این مسیر نیز برای تسهیل تجارت کالا در نزدیکی زرنج به افغانستان متصل شود.